# Ministerstvo zahraničních věcí Republiky Abcházie
Ministerstvo zahraničních věcí Republiky Abcházie (abchazsky Аԥсны Аҳәынҭқарра Адәныҟатәи Аусқәа Рминистрра, rusky Министерство иностранных дел Республики Абхазия) je ústředním orgánem státní správy Abcházie pro oblast zahraniční politiky.

## Úkoly a pravomoci ministerstva
Ministerstvo zahraničních věcí Republiky Abcházie zabezpečuje vztahy této částečně mezinárodně uznané země k ostatním státům, mezinárodním organizacím a integračním seskupením. Koordinuje aktivity vyplývající z dvoustranné a mnohostranné spolupráce. Dále zajišťuje bezpečnost a hospodářský rozvoje země přilákáním mezinárodních investic a nových technologií, dosažení mezinárodního uznání republiky a ochranu práv občanů Abcházie v zahraničí.
Abcházie udržuje formální diplomatické styky pouze se zeměmi, které uznávají její nezávislost, a to s Ruskem, Nauru, Vanuatu Venezuelou, Nikaraguí a se Sýrií. Dále udržuje těsné vazby na další částečně mezinárodně uznané či neuznané země, jakými jsou Jižní Osetie, Podněstří, Republika Arcach a Doněcká lidová republika.

## Seznam abchazských ministrů zahraničí
| #                                                            | Portrét | Jméno (narozen-zemřel)       | Funkční období     | Funkční období     | Funkční období | Vláda                | Reference           |
| #                                                            | Portrét | Jméno (narozen-zemřel)       | Od                 | Do                 | Dny v úřadu    | Vláda                | Reference           |
| ------------------------------------------------------------ | ------- | ---------------------------- | ------------------ | ------------------ | -------------- | -------------------- | ------------------- |
| (úřadující)                                                  |         | Said Tarkil (1951–2018)      | 17. května 1993    | 23. září 1993      | 129            | Separatistická vláda | [ 2 ]               |
| (úřadující)                                                  |         | Sokrat Džindžolija (* 1937)  | 23. září 1993      | 26. listopadu 1994 | 429            | Separatistická vláda | [ 2 ]               |
| funkce neobsazena (od 26. listopadu 1994 do 29. června 1995) |         |                              |                    |                    |                |                      |                     |
| 1                                                            |         | Leonid Lakerbaja (* 1947)    | 29. června 1995    | 31. července 1996  | 398            | Ardzinba             | [ 2 ]               |
| 2                                                            |         | Konstantin Ozgan (1939–2016) | 31. července 1996  | 30. dubna 1997     | 273            | Ardzinba             | [ 2 ]               |
| 3                                                            |         | Sergej Šamba (* 1951)        | 30. dubna 1997     | 18. června 2004    | 2606           | Ardzinba             | [ 3 ]               |
| (úřadující)                                                  |         | Georgij Otyrba (*1960?)      | 18. června 2004    | 28. července 2004  | 40             | Ardzinba             | [ 2 ]               |
| 4                                                            |         | Igor Achba (* 1949)          | 28. července 2004  | 14. prosince 2004  | 139            | Ardzinba             | [ 4 ]               |
| 5                                                            |         | Sergej Šamba (* 1951)        | 14. prosince 2004  | 26. února 2010     | 1900           | Ardzinba Bagapš      | [ 5 ] [ 6 ] [ 7 ]   |
| 6                                                            |         | Maxim Gvindžija (* 1976)     | 26. února 2010     | 11. října 2011     | 592            | Bagapš               | [ 8 ]               |
| 7                                                            |         | Vjačeslav Čirikba (* 1959)   | 11. října 2011     | 20. září 2016      | 1806           | Ankvab Chadžimba     | [ 9 ] [ 10 ] [ 11 ] |
| (úřadující)                                                  |         | Oleg Aršba (* 1959)          | 20. září 2016      | 4. října 2016      | 14             | Chadžimba            | [ 12 ]              |
| 8                                                            |         | Daur Kove (* 1979)           | 4. října 2016      | 17. listopadu 2021 | 1870           | Chadžimba Bžanija    | [ 13 ]              |
| 9                                                            |         | Inal Ardzinba (* 1990)       | 18. listopadu 2021 | 7. května 2024     | 901            | Bžanija              | [ 14 ]              |
| (úřadující)                                                  |         | Irakli Tužba (* 1978)        | 7. května 2024     | dosud              | 438            | Bžanija              | [ 15 ]              |